# Mills Building and Tower
El Mills Building and Tower es un complejo de dos edificios siguiendo la escuela de Chicago con elementos de diseño románico en el Distrito Financiero de San Francisco, California. Las estructuras fueron declaradas Monumento Designado de San Francisco # 76, y fueron incluidas en el Registro Nacional de Lugares Históricosen 1974.
La estructura original de 10 pisos y 47 m fue diseñada por Burnham & Root/ D.H. Burnham & Company completó 1892. Tras soprtar Terremoto de 1906, Willis Polk lo restauró en 1908, quien supervisó las adiciones posteriores en 1914 y 1918. Nombrado en honor al magnate financiero de San Francisco, Darius Ogden Mills, es considerado como el segundo rascacielos de la ciudad, después del Chronicle Building (1890).
Terminado en 1932 en 220 Bush Street, Mills Tower es un anexo de 22 pisos y 92 m diseñado por George W. Kelham y Lewis Parsons Hobart.
El Mills Building alberga varias firmas financieras importantes, como SeatMe, Pocket Gems, Bolsa de Nueva York y Newedge.

## Galería

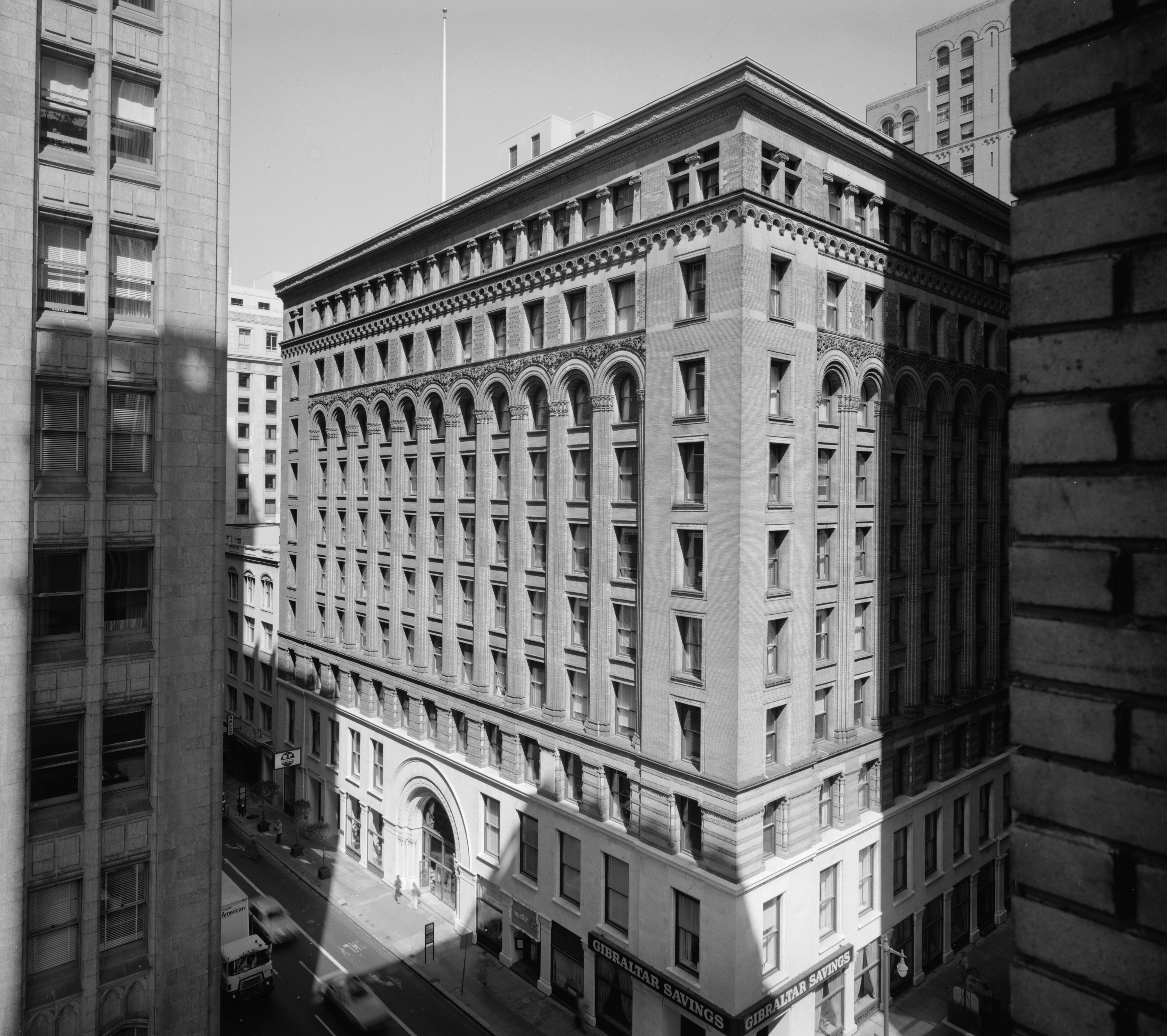
En los años 1980
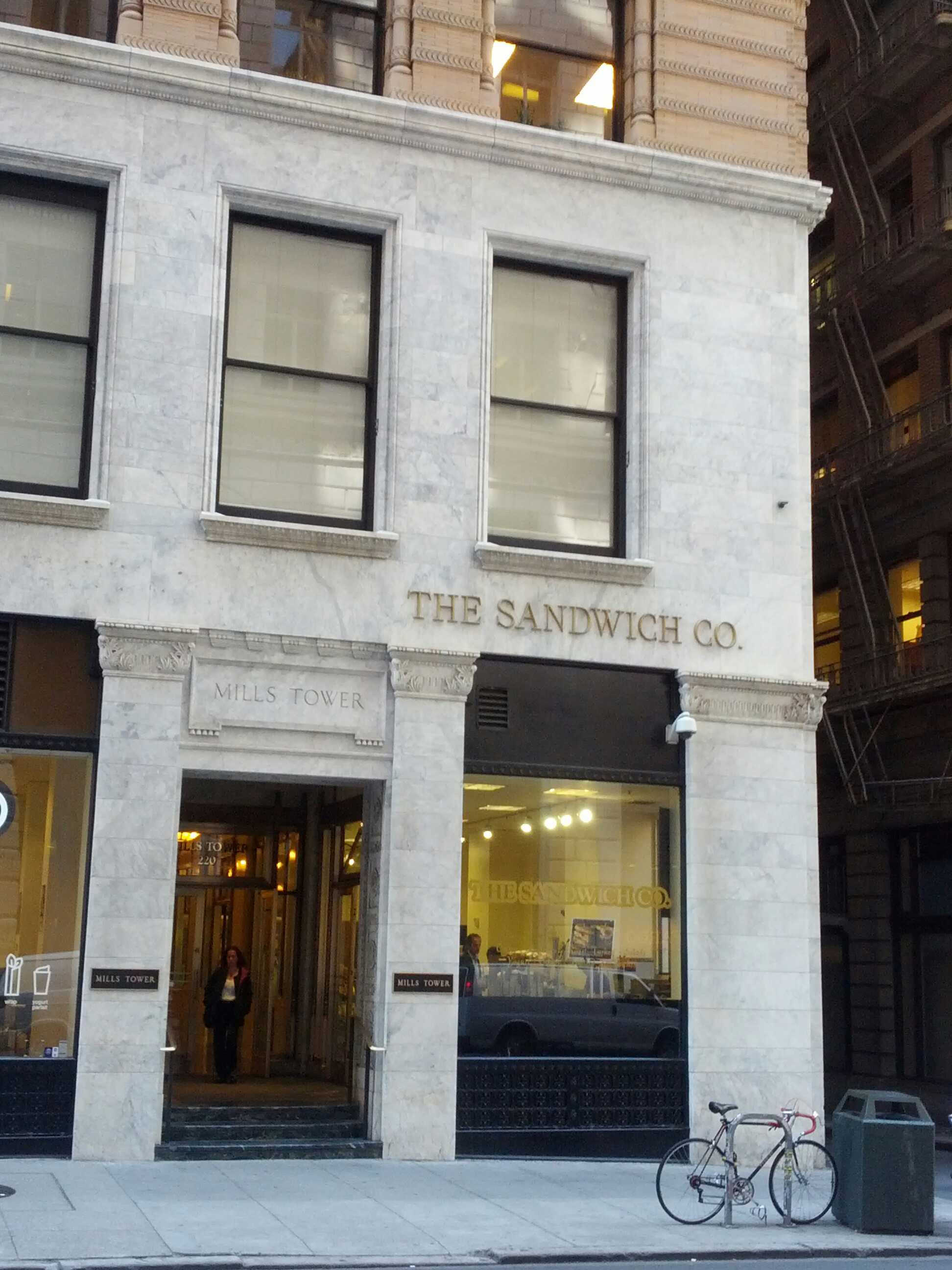
Esquina
Vestíbulo interior